# Opel Rekord P1
Der Opel Rekord P1 (ursprünglich Opel Olympia Rekord P) ist ein Pkw, den Opel im Sommer 1957 als Nachfolger des Opel Olympia Rekord vorstellte und bis Ende 1962 baute. Ein augenfälliges Merkmal dieses Modells waren die Panoramascheiben nach dem Vorbild US-amerikanischer Fahrzeuge.
Der Rekord P1 erwies sich als großer Verkaufserfolg sowohl im Inland als auch im Export. Zwischen August 1957 und Juli 1960 wurden 509.110 Fahrzeuge ausgeliefert, davon 394.692 Limousinen, 109.282 Kombis (Caravan) und 15.136 Lieferwagen (ohne hintere Fenster). Hinzu kamen 67.952 Einheiten des Opel 1200. Mit neu gestalteter Karosserie und weitgehend gleicher Technik kam im August 1960 der Rekord P2 auf den Markt. Als Opel 1200 wurde der P1 noch bis Dezember 1962 gebaut.
Abhängig von der Quelle bzw. unterschiedlicher Literatur wird er der oberen Mittelklasse oder der Mittelklasse zugerechnet.

## Modellgeschichte

### Allgemeines
Am 13. August 1957 stellte Edward W. Zdunek, Vorstandsvorsitzender der Adam Opel AG, in der Stadthalle Wiesbaden den Opel Olympia Rekord „P“ (mit dem Erscheinen des Nachfolgemodells P2 wurde der Wagen nachträglich als „P1“ bezeichnet) vor. Er war Nachfolger des Opel Olympia Rekord. Ausgerüstet mit einer modischen Karosserie fand der neue Wagen sofort großen Zuspruch. Lackierungen und Stoffinterieur waren zweifarbig lieferbar. Die weit um die Ecken herumgezogene Frontscheibe erwies sich beim Einsteigen als nachteilig, weil man sich am unteren Rahmen leicht die Knie anstoßen konnte.
Die neu konstruierte Doppelquerlenker-Vorderachse mit negativem Radsturz und unterschiedlich langen Querlenkern sowie das neue vollsynchronisierte Dreiganggetriebe mit Lenkradschaltung und der 45-PS-Motor (33 kW) mit 1,5 Liter Hubraum (beim Vorgänger Olympia Rekord 40 PS/29 kW) vermittelten ein neues Fahrgefühl.

### Varianten
Das Fahrzeug wurde zunächst nur zweitürig angeboten. Zum Jahreswechsel 1958 gab es einige Änderungen an der Ausstattung. Die aus Metall gefertigten Sonnenblendenhalter sowie die ebenfalls aus Metall gefertigten runden Kleiderhaken im Fond wurden ab 1958 aus Kunststoff gefertigt. Die Gestaltung der Sonnenblenden änderte sich, weitere kleinere Änderungen gab es an den hinteren Rückleuchten. Die Aluminiumzierleiste unterhalb der Frontscheibe wurde weiter zu den Türen herumgezogen. Von Anfang an waren auch ein Kombi (CarAVan) und ein Schnell-Lieferwagen (ohne hintere Seitenfenster) zu haben. Die US-Amerikaner sagten: „It is a Car and a Van“, sowohl ein Pkw als auch ein Lieferwagen. Der CarAVan wurde vorwiegend von Handwerkern gekauft, da er die optimale Verbindung von Privat- und Firmenwagen mit einer entsprechend hohen Zuladung bot. Das war auch der Grund, weswegen nur wenige dieser Kombis bis heute erhalten geblieben sind. Allgemein war es damals verpönt, auch privat ein „Handwerkerauto“ zu fahren. Nach den Werksferien 1959 bot Opel den Rekord P auch als viertürige Limousine an, während die Kombi-Varianten immer zweitürig blieben. Der zuvor massive Kofferdeckelgriff aus Guss wurde durch eine Variante aus Leichtmetall ersetzt.
Außerdem gab es eine zweitürige Basisversion Olympia (auch bekannt als Olympia P1). Dieses Modell hatte keine seitlichen Zierleisten, viele bei den anderen Ausführungen verchromte Teile waren lackiert, auch die Innenausstattung war einfacher gehalten. So fehlten der Chromring am Lenkrad sowie die Kienzle-Uhr mit 8-Tage-Aufzugswerk – deren Öffnung im Instrumenteneinsatz war mit einer schwarzen Plastikkappe abgedeckt. Der Olympia P1 trug an den Vorderkotflügeln nicht den Schriftzug „Rekord“ wie CarAVan und Lieferwagen, sondern „Olympia“.

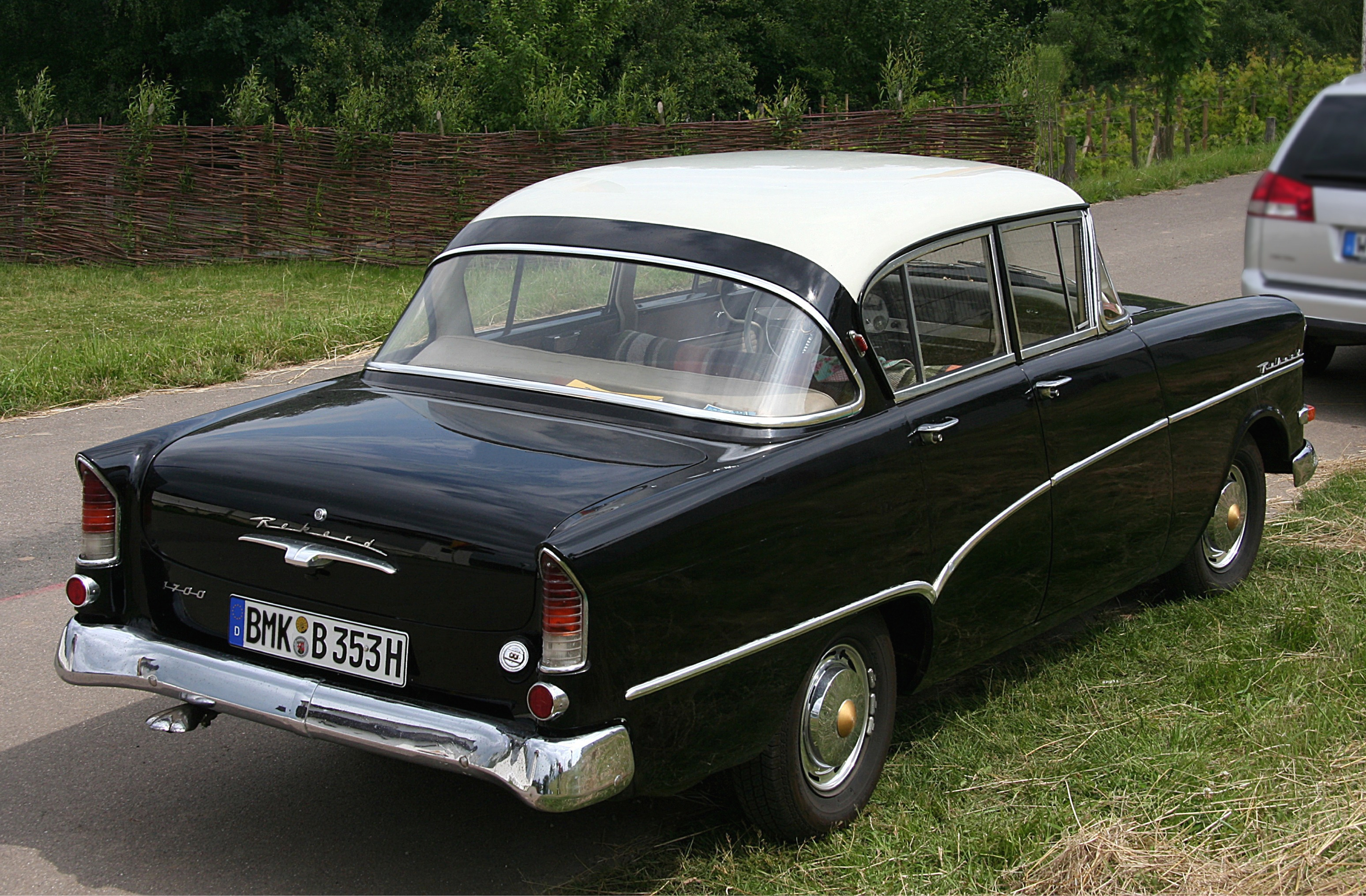
Heck des Opel Rekord 1700
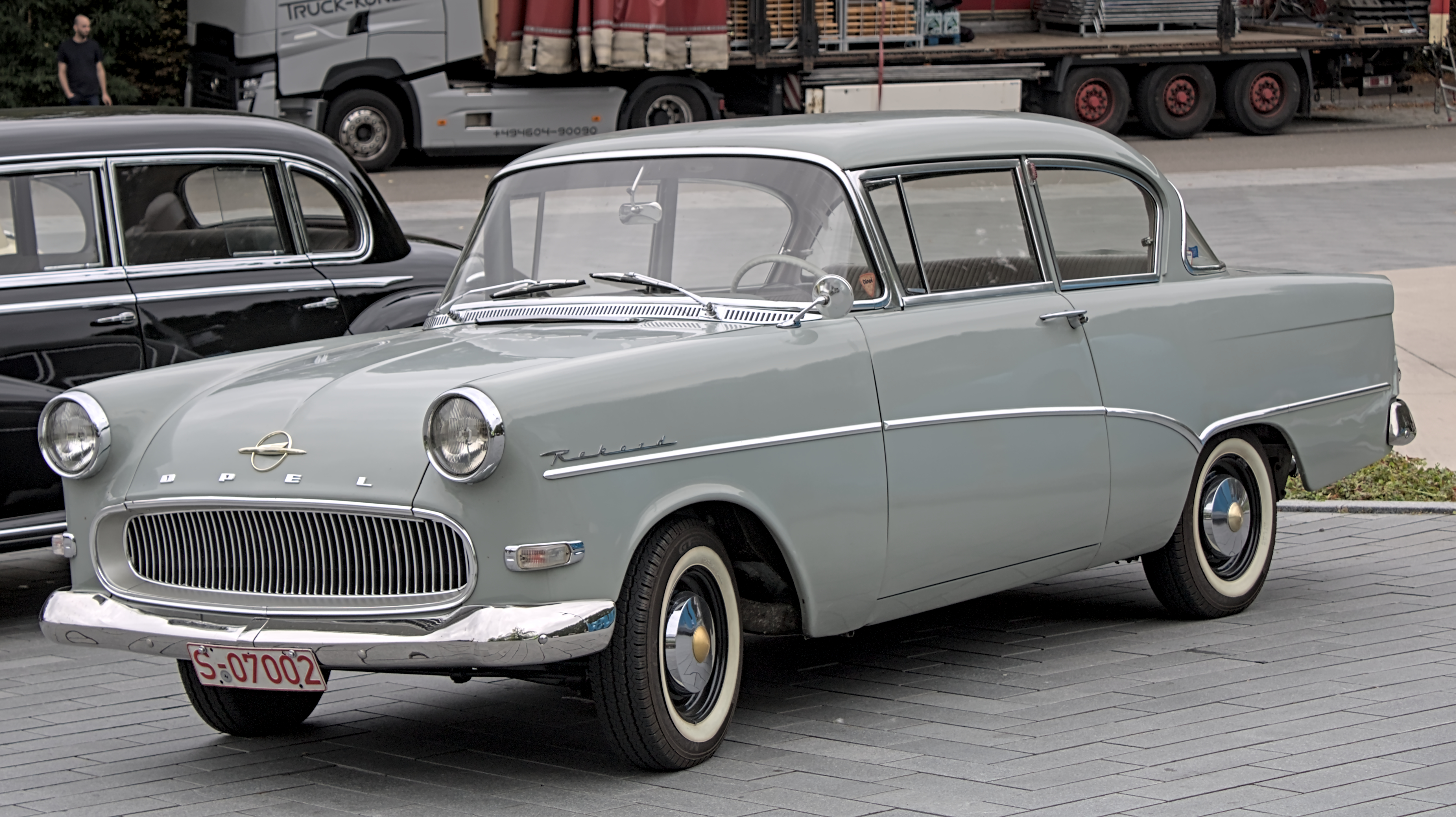
Opel Rekord P1
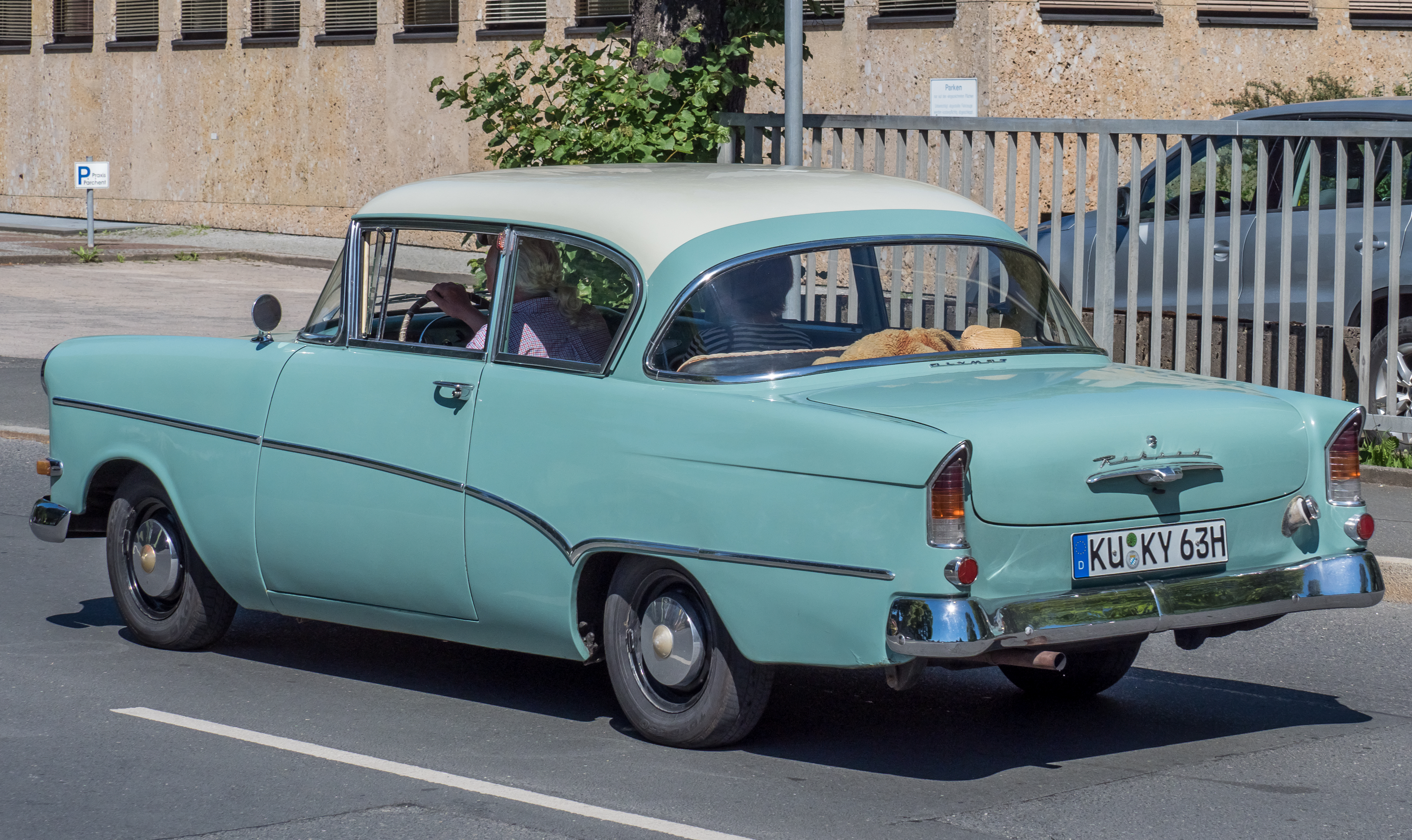
Heck des Opel Rekord P1
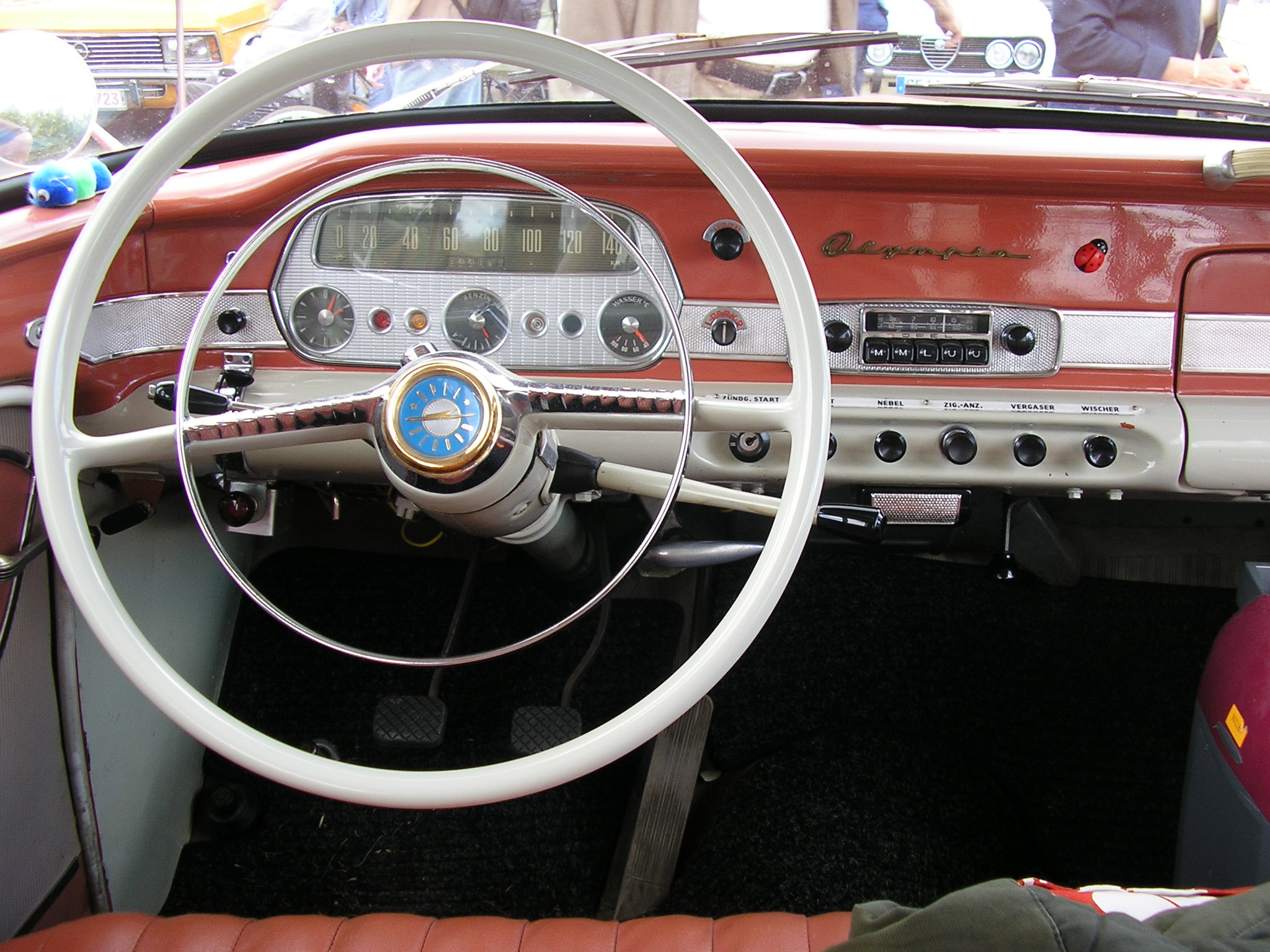
Armaturen eines P1
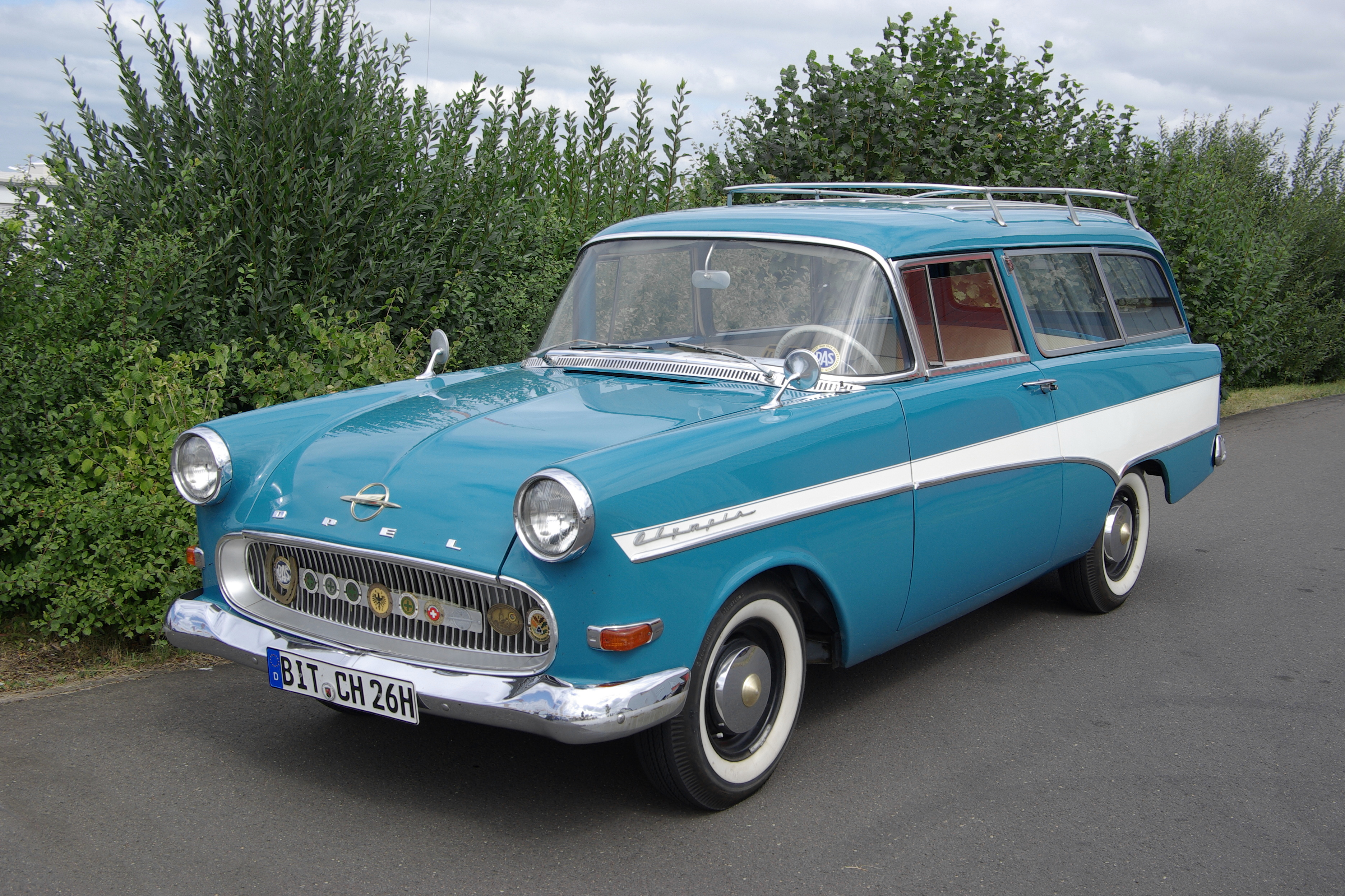
Opel Olympia P1 CarAVan
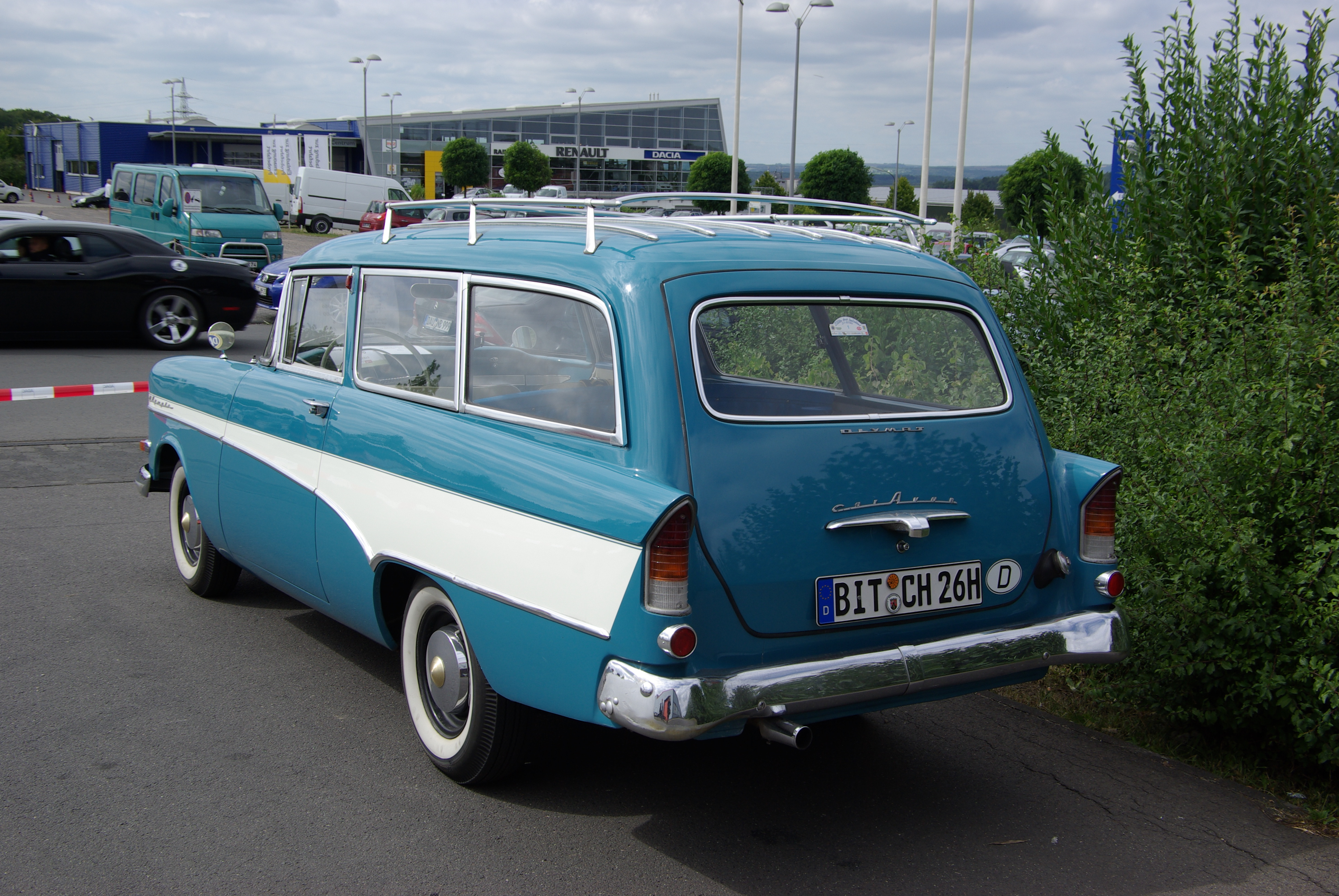
Heck des Opel Olympia P1 CarAVan
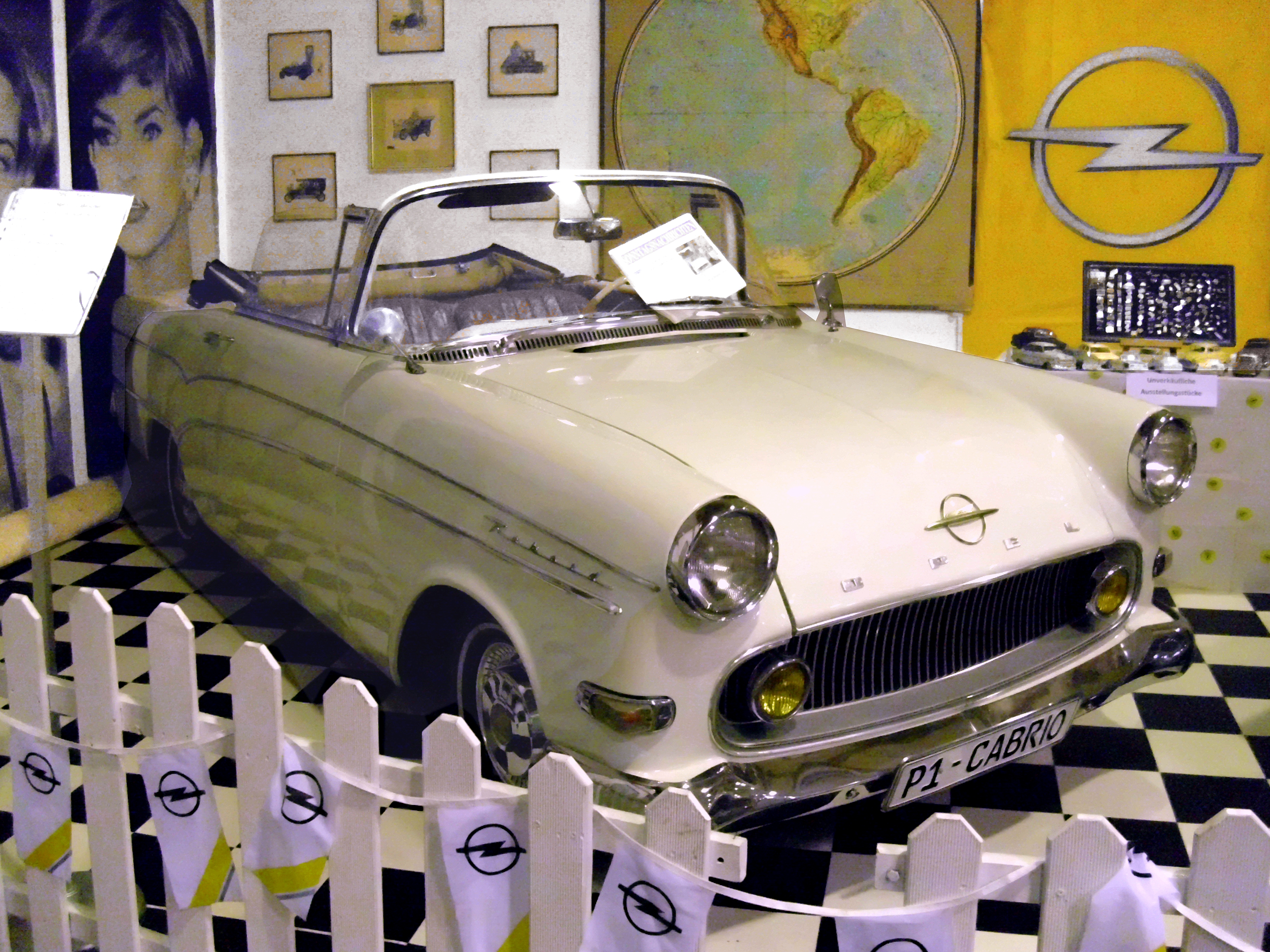
Cabriolet vom Karosseriebau Autenrieth
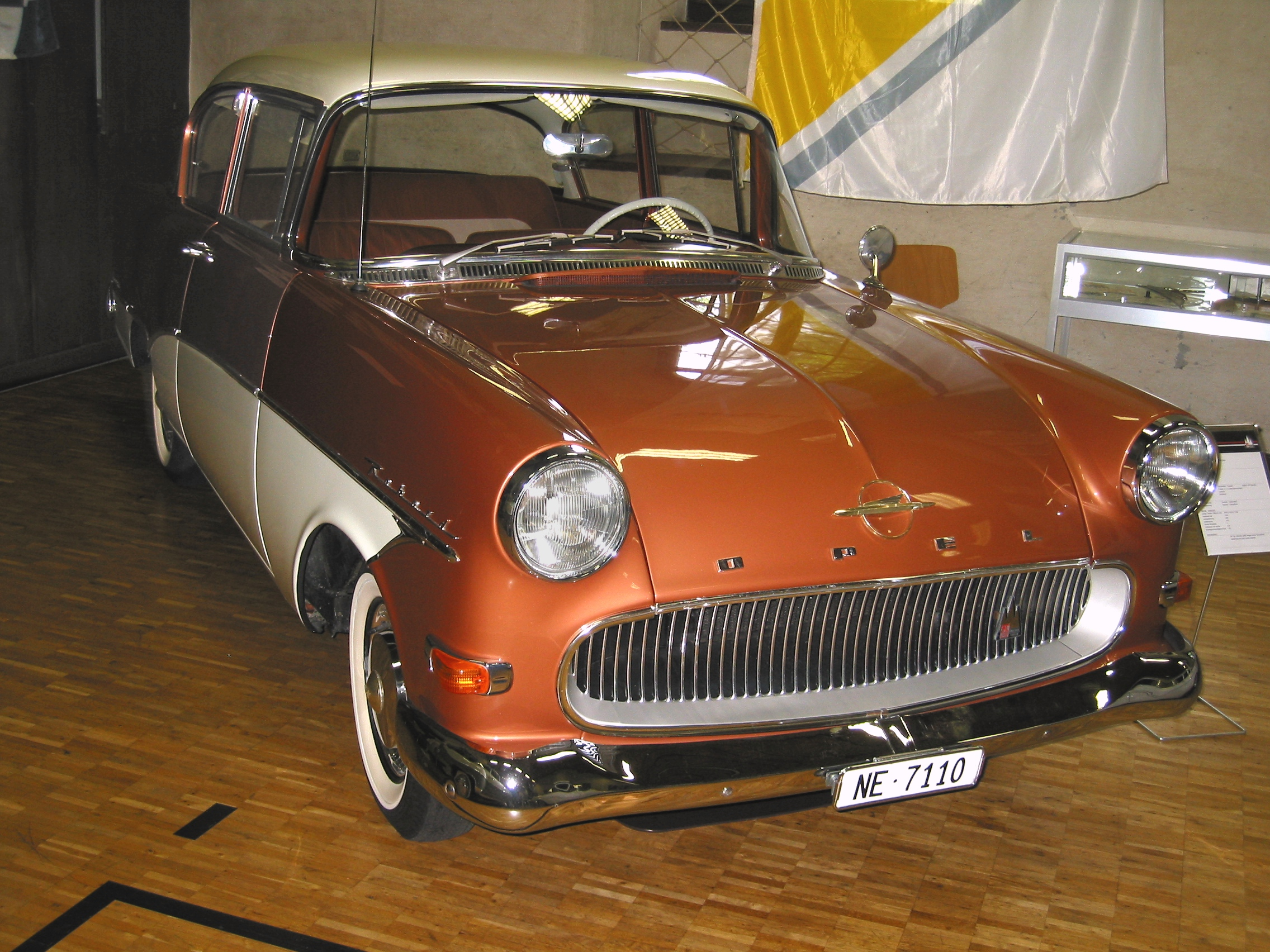
Luxusausführung Opel Rekord Ascona von General Motors Suisse (1958)
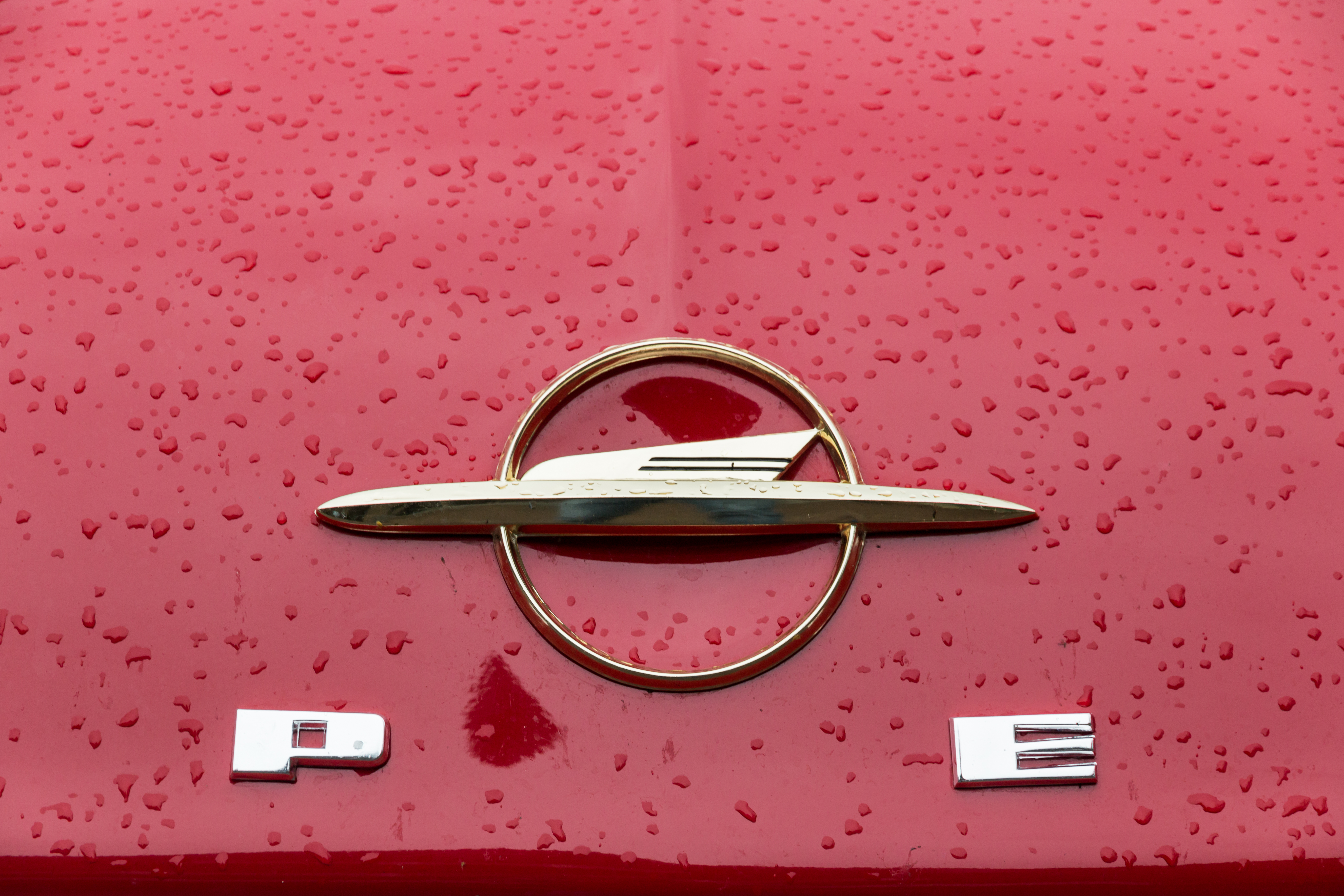
Opel Rekord P1, Opel-Logo

### Technik
Die Fachpresse attestierte, „daß bei der Entwicklung der neuen 1,5-l-Opel-Modelle Erkenntnisse und Erfahrungen insbesondere aus der Verkehrspraxis weitgehend berücksichtigt und der praktischen Nutzanwendung zugeführt wurden.“ Damit war unter anderem das neue Walzentachometer mit farbigen Balkenfeldern gemeint.

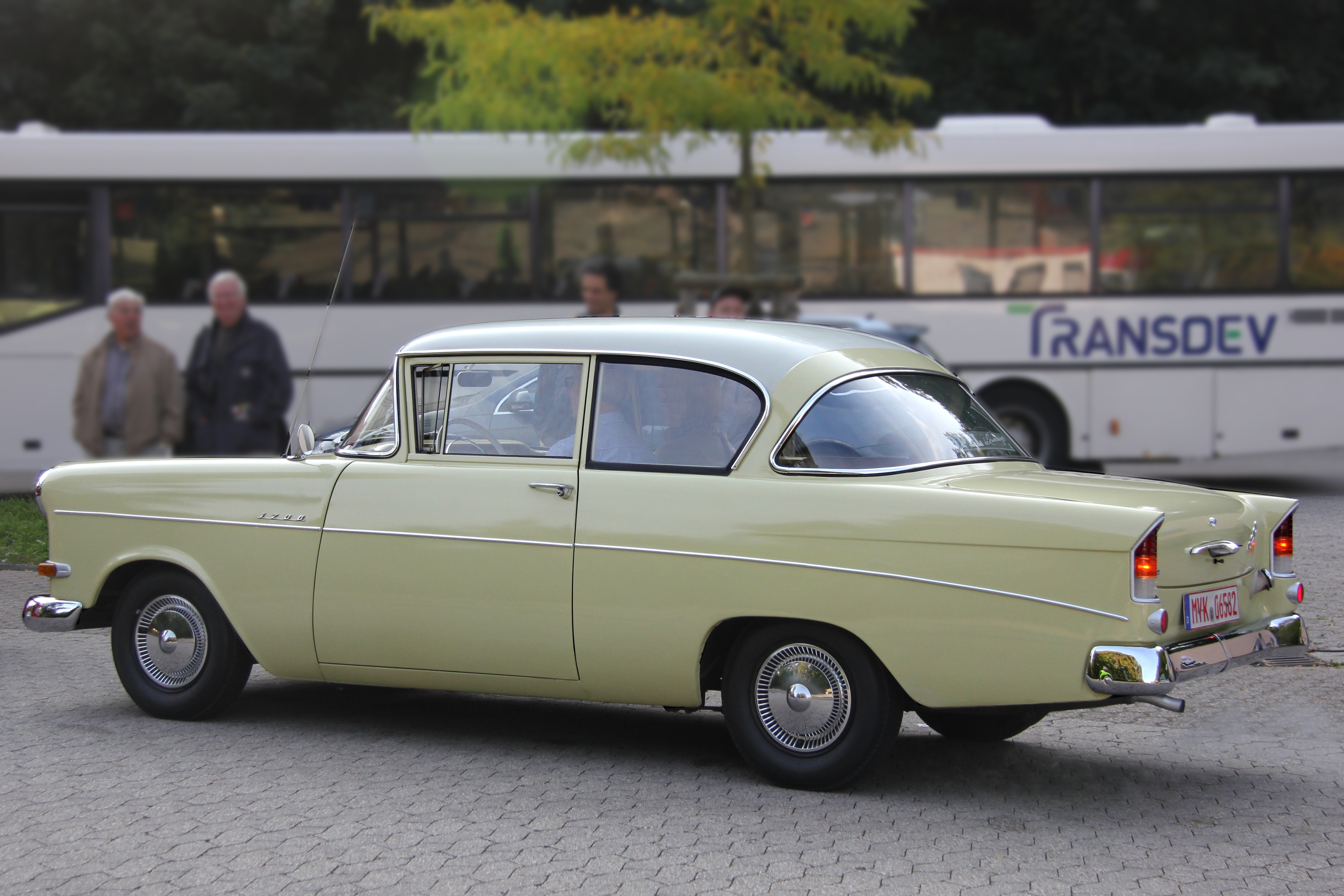
Opel 1200 (1959–1962)

Als neue Basisversion ersetzte Opel im Oktober 1959 den Olympia durch den Opel 1200 (auch fälschlicherweise bekannt als Opel P1200), der als Konkurrenz zum VW Käfer gedacht war. Der Opel-1200-Motor leistete 40 PS (29 kW) aus 1,2 Litern Hubraum. Seitlich war als Unterscheidungsmerkmal statt der großen Schwinge eine schmale, leicht gebogene Zierleiste angebracht, über der an den Vorderkotflügeln der Schriftzug „1200“ stand. Auch dieses Modell hatte keinen Schriftzug „Rekord“ an den Vorderkotflügeln. Seine Ausstattung war nicht ganz so spartanisch wie beim Olympia. Er sollte die Zeit bis zum neuen „kleinen“ Opel Kadett A überbrücken und wurde bis 1962 gebaut – länger als die stärkeren Versionen, die 1960 vom Opel Rekord P2 abgelöst wurden. Für den Export gab es ein entsprechendes Modell als „Opel 1500“.
Im Frühjahr 1958 kamen erste Änderungen: Der Innenspiegel war statt auf dem Armaturenbrett am oberen Scheibenrand befestigt und zum ersten Mal in dieser Baureihe wurde ein elektrischer, zweistufiger Scheibenwischer eingebaut. Bis dahin trieb die Nockenwelle über eine biegsame Welle die Scheibenwischer an; eine Lösung, die es 1937 im Opel Super 6 erstmals gab.
Im Sommer 1959 wurde ein überarbeiteter 1,5-Liter-Motor eingeführt, der statt bisher 45 PS (33 kW) oder beim alten Olympia Rekord 40 PS (29 kW) jetzt 50 PS (37 kW) leistete. Diese Leistungssteigerung wurde im Wesentlichen durch Änderungen am Zylinderkopf und dem Auspuffkrümmer erreicht. Gleichzeitig erschien ein 1,7-Liter-Motor mit 55 PS (40 kW), der durch einen 1700er-Schriftzug auf dem Heckblech kenntlich gemacht wurde und wie die anderen Motoren keinen Ölfilter hatte. Ansonsten basierten die Vierzylinder-Reihenmotoren mit OHV-Ventilsteuerung auf der Vorkriegskonstruktion des Olympia-Motors von 1937.
Ab Frühjahr 1958 gab es den Olympia Rekord P1 auf Wunsch mit Olymat (im Unterschied zum herkömmlichen Saxomat mit Doppelkupplung), einer automatischen Kupplung von Fichtel & Sachs, die jedoch nur mäßigen Zuspruch fand. Das System bestand aus einer Fliehkraftkupplung zum Anfahren und einer zweiten Kupplung zum Wechseln der Gänge; ein Kupplungspedal gab es nicht. Die vom Unterdruck des Motors betätigte zweite Kupplung wurde beim Schalten durch einen elektrischen Kontakt am Schalthebel aktiviert. Fahrzeuge mit Olymat erhielten unter der Heckscheibe einen Olymat-Schriftzug.
Autenrieth in Darmstadt bot Coupé- und Cabrio-Umbauten an, die nicht zuletzt wegen ihres hohen Anschaffungspreises stets eine Rarität blieben. Insgesamt sollen 25 Cabrios entstanden sein, von denen heute noch vier bekannt sind. Von den drei gebauten Coupés sollen noch zwei erhalten sein.
Nur in der Schweiz war das ab Ende 1959 bei General Motors Suisse in Biel in kleiner Zahl hergestellte Sondermodell Opel Rekord Ascona erhältlich. Das nach der Stadt Ascona am Lago Maggiore benannte Modell hatte eine dreistufige Zweifarblackierung mit stets weißem Dach, dazu einen zweifarbigen Innenraum und Lederpolster, eine Chromleiste im 45°-Winkel am vorderen Kotflügel, die beide Farbtöne unterhalb der Gürtellinie trennte, und einen Ascona-Schriftzug auf den hinteren Seitenteilen. Von diesem Sondermodell sollen nur noch 10 Stück existieren.
Der Rekord P1 wurde, wie später auch seine Nachfolger, zusätzlich bei GM Südafrika gebaut, dort jedoch als Rechtslenker. Eine Ausführung des Rekord P1, die in Port Elizabeth in Südafrika für den heimischen Markt gebaut wurde, war ein Pick Up. Dieser Opel Pickup trug den Olympia-Schriftzug auf den Kotflügeln und gelangte in ganz geringer Zahl als Linkslenker auch nach Europa.

## Technische Daten
| Opel (Olympia) Rekord P1 (1957–1962) | Opel (Olympia) Rekord P1 (1957–1962)                                                                      | Opel (Olympia) Rekord P1 (1957–1962)                                                                      | Opel (Olympia) Rekord P1 (1957–1962)                                                                      | Opel (Olympia) Rekord P1 (1957–1962)                                                                      |
|                                      | 1200 (1959–1962)                                                                                          | 1500 (1957–1959)                                                                                          | 1500 (1959–1960)                                                                                          | 1700 (1959–1960)                                                                                          |
| ------------------------------------ | --- | --- | --- | --- |
| Motor                                | 4-Zylinder-Reihenmotor (Viertakt-Ottomotor)                                                               | 4-Zylinder-Reihenmotor (Viertakt-Ottomotor)                                                               | 4-Zylinder-Reihenmotor (Viertakt-Ottomotor)                                                               | 4-Zylinder-Reihenmotor (Viertakt-Ottomotor)                                                               |
| Hubraum                              | 1196 cm³                                                                                                  | 1488 cm³                                                                                                  | 1488 cm³                                                                                                  | 1680 cm³                                                                                                  |
| Bohrung × Hub                        | 72 × 74 mm                                                                                                | 80 × 74 mm                                                                                                | 80 × 74 mm                                                                                                | 85 × 74 mm                                                                                                |
| Leistung (PS) bei 1/min              | 29 kW (40 PS) 4400                                                                                        | 33 kW (45 PS) 3900                                                                                        | 37 kW (50 PS) 4000                                                                                        | 40 kW (55 PS) 4000                                                                                        |
| Max. Drehmoment bei 1/min            | 82 Nm 2500                                                                                                | 98 Nm 2300                                                                                                | 106 Nm 2100                                                                                               | 120 Nm 2100                                                                                               |
| Verdichtung                          | 7,5 : 1                                                                                                   | 6,9 : 1                                                                                                   | 7,25 : 1                                                                                                  | 7,25 : 1                                                                                                  |
| Gemischaufbereitung                  | Ein Fallstromvergaser Opel (Lizenz Carter Carburetor) mit 30 mm Ø                                         | Ein Fallstromvergaser Opel (Lizenz Carter Carburetor) mit 30 mm Ø                                         | Ein Fallstromvergaser Opel (Lizenz Carter Carburetor) mit 30 mm Ø                                         | Ein Fallstromvergaser Opel (Lizenz Carter Carburetor) mit 30 mm Ø                                         |
| Ventilsteuerung                      | Hängende Ventile, Stoßstangen und Kipphebel seitliche Nockenwelle (OHV), Antrieb durch Stirnräder         | Hängende Ventile, Stoßstangen und Kipphebel seitliche Nockenwelle (OHV), Antrieb durch Stirnräder         | Hängende Ventile, Stoßstangen und Kipphebel seitliche Nockenwelle (OHV), Antrieb durch Stirnräder         | Hängende Ventile, Stoßstangen und Kipphebel seitliche Nockenwelle (OHV), Antrieb durch Stirnräder         |
| Kühlung                              | Wasserkühlung, Pumpe und Thermostat                                                                       | Wasserkühlung, Pumpe und Thermostat                                                                       | Wasserkühlung, Pumpe und Thermostat                                                                       | Wasserkühlung, Pumpe und Thermostat                                                                       |
| Getriebe                             | 3-Gang-Getriebe, Lenkradschaltung                                                                         | 3-Gang-Getriebe, Lenkradschaltung                                                                         | 3-Gang-Getriebe, Lenkradschaltung                                                                         | 3-Gang-Getriebe, Lenkradschaltung                                                                         |
| Radaufhängung vorne                  | Doppelquerlenkerachse, Schraubenfedern, hydraulische Stoßdämpfer, Stabilisator                            | Doppelquerlenkerachse, Schraubenfedern, hydraulische Stoßdämpfer, Stabilisator                            | Doppelquerlenkerachse, Schraubenfedern, hydraulische Stoßdämpfer, Stabilisator                            | Doppelquerlenkerachse, Schraubenfedern, hydraulische Stoßdämpfer, Stabilisator                            |
| Radaufhängung hinten                 | Starrachse an 2 halbelliptischen Längsblattfedern mit 3 (Caravan: 4) Federlagen, hydraulische Stoßdämpfer | Starrachse an 2 halbelliptischen Längsblattfedern mit 3 (Caravan: 4) Federlagen, hydraulische Stoßdämpfer | Starrachse an 2 halbelliptischen Längsblattfedern mit 3 (Caravan: 4) Federlagen, hydraulische Stoßdämpfer | Starrachse an 2 halbelliptischen Längsblattfedern mit 3 (Caravan: 4) Federlagen, hydraulische Stoßdämpfer |
| Bremsen                              | hydraulisch betätigte Trommelbremsen, Ø 200 mm (Caravan hinten 230 mm)                                    | hydraulisch betätigte Trommelbremsen, Ø 200 mm (Caravan hinten 230 mm)                                    | hydraulisch betätigte Trommelbremsen, Ø 200 mm (Caravan hinten 230 mm)                                    | hydraulisch betätigte Trommelbremsen, Ø 200 mm (Caravan hinten 230 mm)                                    |
| Karosserie                           | Stahlblech, selbsttragend                                                                                 | Stahlblech, selbsttragend                                                                                 | Stahlblech, selbsttragend                                                                                 | Stahlblech, selbsttragend                                                                                 |
| Spurweite vorne/hinten               | 1260/1270 mm                                                                                              | 1260/1270 mm                                                                                              | 1260/1270 mm                                                                                              | 1260/1270 mm                                                                                              |
| Radstand                             | 2541 mm                                                                                                   | 2541 mm                                                                                                   | 2541 mm                                                                                                   | 2541 mm                                                                                                   |
| Länge                                | 4433 mm                                                                                                   | 4433 mm                                                                                                   | 4433 mm                                                                                                   | 4433 mm                                                                                                   |
| Leergewicht                          | 910–975 kg (Caravan: 1000–1015 kg)                                                                        | 910–975 kg (Caravan: 1000–1015 kg)                                                                        | 910–975 kg (Caravan: 1000–1015 kg)                                                                        | 910–975 kg (Caravan: 1000–1015 kg)                                                                        |
| Höchstgeschwindigkeit                | 119 km/h                                                                                                  | 125–128 km/h                                                                                              | 125–128 km/h                                                                                              | 130–132 km/h                                                                                              |
| 0–100 km/h                           | 33 s | 24–27 s                                                                                                   | 24–27 s                                                                                                   | 20–22 s                                                                                                   |
| Verbrauch (Liter/100 km)             | 9,0 Liter Normal                                                                                          | 9,5–10,5 Liter Normal                                                                                     | 9,5–10,5 Liter Normal                                                                                     | 10–10,5 Liter Normal                                                                                      |